# Pterolophia javana
Pterolophia javana là một loài bọ cánh cứng trong họ Cerambycidae.